# Mihrişah Valide Sultan
Mihrişah Sultan o Vâlide Mihr-î-Şâh Sultan ( en turco otomano: مهرشاہ سلطان‎  ; " sol/luz del Şah "; c. 1745 - 16 de octubre de 1805), fue una de las consortes del Sultán Mustafa III, y madre de Selim III del Imperio Otomano, Llegando a ser su Valide Sultan durante 16 años desde 1789 hasta su muerte en 1805.

## Primeros años
De origen georgiano, se sabe que nació en 1745 en Georgia. Su nombre original era Agnes. Su belleza era increíble, y en el harén a llamaban "la belleza georgiana" ( en turco: Gürcü güzeli   ). Otra teoría dice que era de origen genovés.

## Como consorte imperial
Mihrişah después de recibir su nuevo nombre, entró en el harén de Mustafa III alrededor de 1757, al poco tiempo se convirtió en una de sus consortes y luego en su Baş Kadin (primera consorte). El 17 de marzo de 1759,dio a luz a su primer hijo, una niña, Hibetullah Sultan. Durante los últimos treinta años en el imperio, ningún niño había nacido en la familia imperial, por lo que el nacimiento de Hibetullah se celebró en todo Estambul.
El 24 de diciembre de 1761, la pareja concibió a su segundo hijo, Şehzade Selim, primogénito de su padre (futuro Selim III ). El nacimiento del recién nacido estuvo acompañado de grandes celebraciones que llegaron a durar una semana. El 9 de enero de 1770, Mihrişah dio a luz a su tercer hijo, una niña, Fatma Sultan, que lamentablemente falleció a la edad de dos años el 26 de mayo de 1772. Entre sus sirvientes destacables estaba Dilhayat Kalfa, anfitriona y encargada del harén de Ahmed III y tutora destacada de Selim III, conocida por ser una de las más grandes compositoras turcas del período moderno temprano del imperio Otomano.
A sus 29 años quedó viuda a la muerte de Mustafa en 1774, por lo que fue trasladada al Palacio Viejo, donde se instaló. Un documento de archivo del Palacio de Topkapi muestra que Mustafa III le pidió dinero prestado y que, debido a su muerte, la deuda no fue pagada.

## Como Valide Sultan

### Ascensión e influencia política de Selim

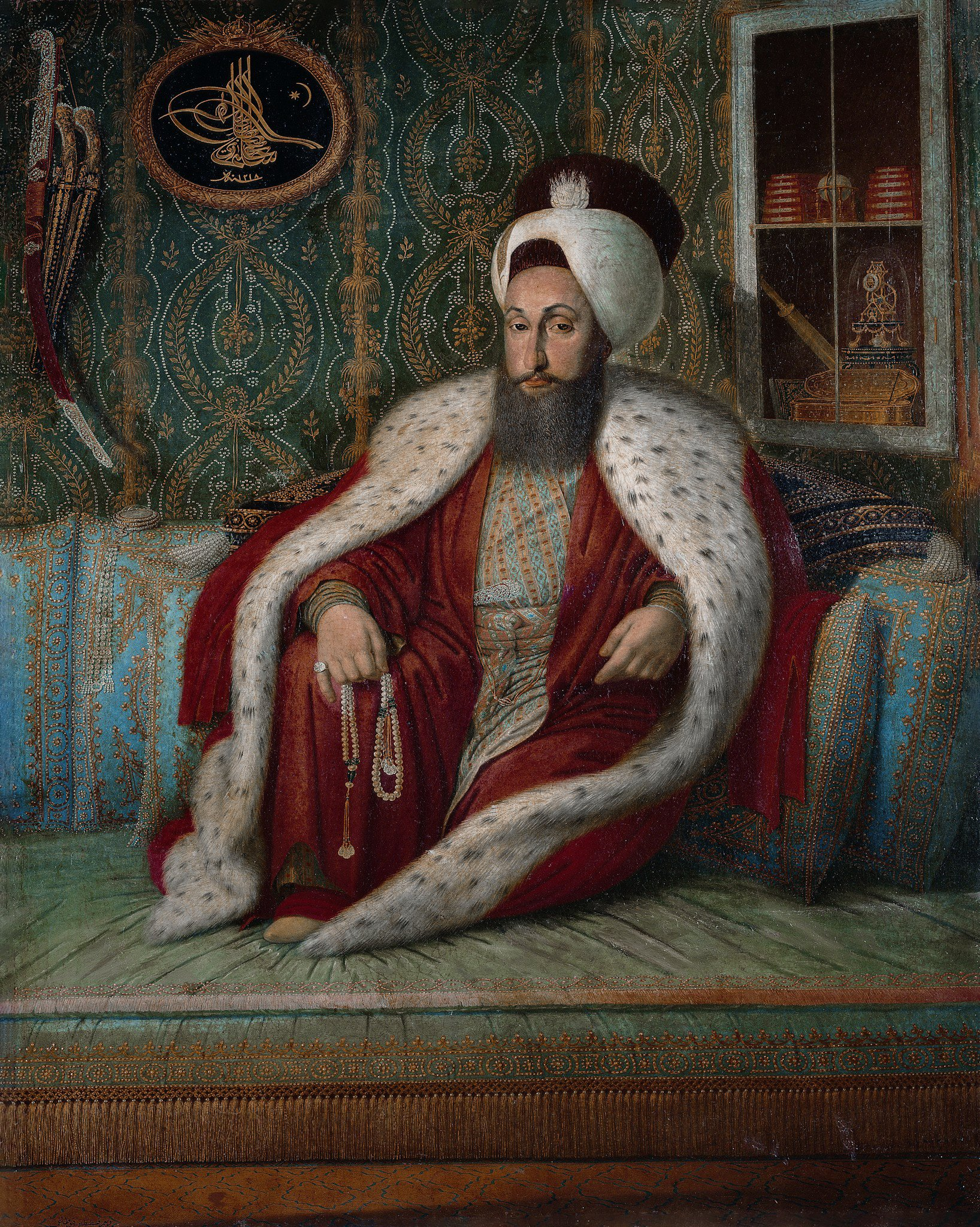
El hijo de Mihrişah Valide Sultan Selim III

Durante el reinado del sultán Abdul Hamid I, que duró quince años, Şehzade Selim permaneció encerrado en el Palacio de Topkapi, y como la tradición dicta, Mihrişah fue trasladada a vivir al Palacio Viejo, hasta la ascencón al de su hijo Selim. Tras la muerte de Abdul Hamid en 1789, Selim ascendió al trono, ante ese suceso Mihrişah se convirtió en la nueva Valide Sultan.
Selim hizo una renovación completa de la parte del círculo del harén del Palacio de Topkapi de los sultanes para su madre. Se rumorea que el sultán Selim iba todo los días a los aposentos de su madre, charlaba y discutía los problemas de la ciudad y del estado. Aunque Selim quería mucho a su madre siempre trataba de no involucrarla tato. Mihrişah fue muy influyente durante todo su mandato como Valide Sultan. Se puso del lado de los británicos, siendo hostil con los franceses y rusos, esta principalmente se preocupó especialmente por evitarle dolor a su hijo, de un carácter nervioso y ansioso, tanto que cuando los franceses invadieron Egipto trató de ocultar la noticia a su hijo.
La Valide Sultan fue una dama emocional, tranquila y gentil, Mihrişah ha hecho historia con su religiosidad y filantropía. Apoyó e inspiró las reformas tanto políticas y arquitectónicas de su hijo y renovó sus apartamentos en estilo barroco, siendo admiradora del estilo y la arquitectura europea.
De vez en cuando se acercaba a su hijo para pedirle un favor o como ella decía, un acto de misaricordia. Cuando Mihrişah dio la orden y lanzó su Nizam-I Cedid (Nuevo Orden) en el palacio imperial y pueblo de estambul, tanto ella como su Kethüda, para entonces Yusuf Agha, era su firme partidario. Para alentar las reformas tan queridas por el corazón de su hijo, Mihrişah construyó una mezquita para Humbaracıhane (cuartel de los bombarderos) en Hasköy en la llaga asiática y fundó una escuela de medicina en Üsküdar.
Yusuf Agha fue su segundo kethüda y partidario de confianza, quien había reemplazado a su primer kethüda, Mahmud Agha, cuando murió mientras ocupaba su cargo. Era capaz, y un íntimo encargado de Selim. Finalmente fue persuadido y asesinado por las maquinaciones de Kabakçı Mustafa en el levantamiento o mejor dicho revuelta o revolución contra Selim en 1808, después del suceso acontecido con Yusuf su granja de impuestos fue entregada a la madre del Sultán Mustafa IV, Sineperver Sultan .

### Patrona de la arquitectura

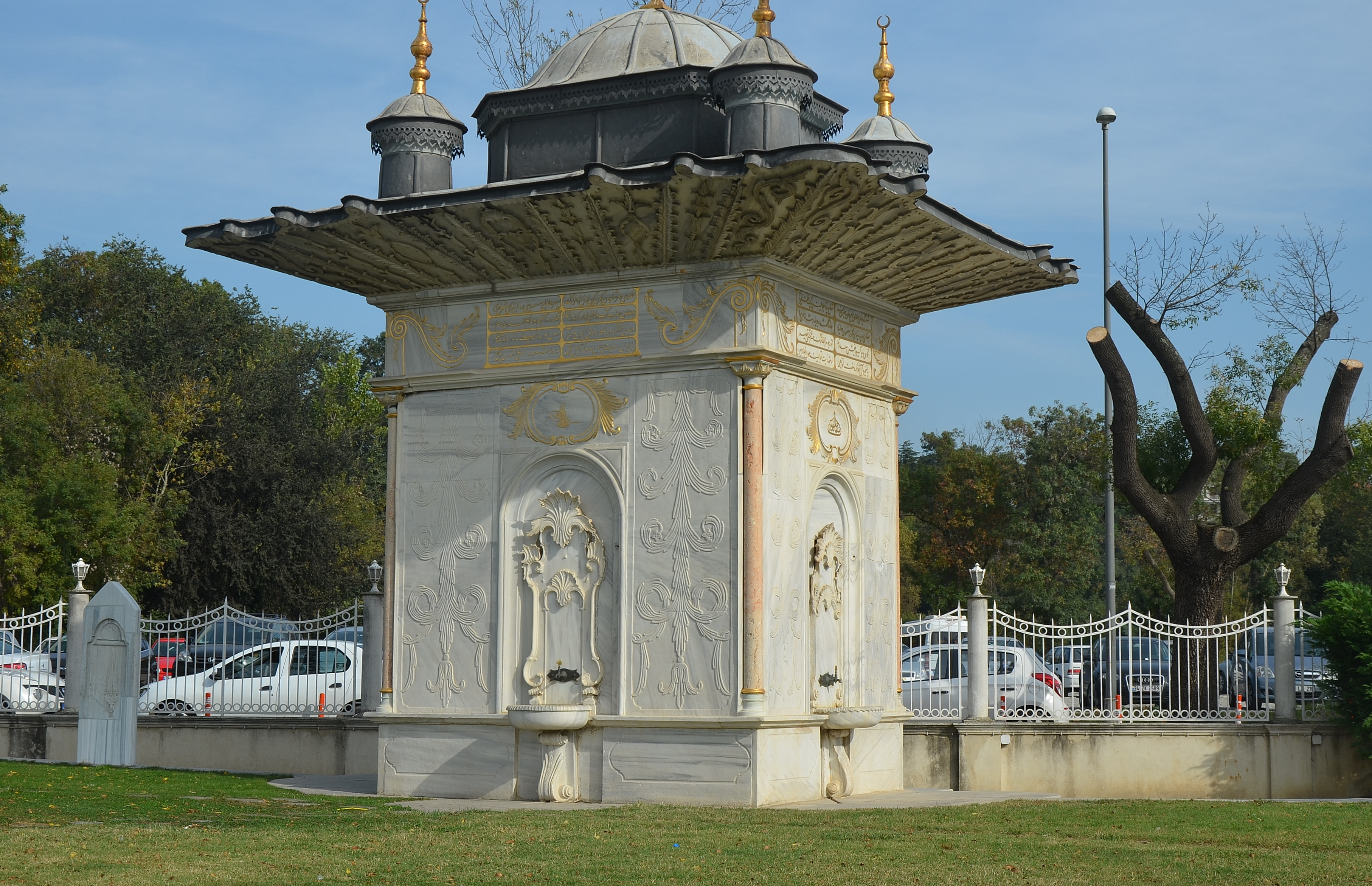
Fuente del Sultán Mihrişah en Yeniköy

La Valide Sultan fundó muchas escuelas y mezquitas en la década de 1790. En 1793, logró fundar la Mezquita Halıcıoğlu reparada y después ordenó la reparación de la Fuente Silahtar Yusuf Pasha en Kağıthane en 1794.
El cuartel de Humbarahane, construido en 1792 por Mihrişah Sultan, consiste en grandes y rústicas instalaciones de lanzamiento de bolas o cañones, sitios de entrenamiento y práctica para los reclutas, una casa de cloro con cuero para uso militar, cocinas, establos, baños, habitaciones legítimas y tiendas con mezquitas, se considera como el primer ejemplo moderno de edificios militares a gran escala. Cuando el funcionamiento de la instalación inicio su uso, el lado de Hasköy en el sur del cuartel estaba reservado para los jinetes y el lado de Sütlüce en el norte de la instalación era para las alcantarillas. Tras la inauguración del Engineer-i Berrî-i Hümâyun en 1795.
En 1792 logró fundar el Complejo Mihrişah Sultan (o Mihrişah Sultan külliye ) en el barrio de Eyüp en Estambul . Su construcción finalizó en 1796 e incluye su mausoleo y un imaret (comedor social). El imaret en aquella instalación es el último imaret otomano que actualmente está en funcionamiento. En 1805, ordenó la construcción de la fuente Mihrişah Valide Sultan o Fuente Valide sultán, en Yeniköy en Estambul . aquel monumento fue el tema de un poema de la época. Mihrişah y su hijo Selim eran ambos miembros de la Orden Mevlevi, que practicaban los giros sufíes . En 1792 construyó una fuente en memoria de su difunta hija  fallecida a tan solo dos años Fatma Sultan.
Mihrişah también ordenó construir una presa. Ahmed Efendi, contiene información importante sobre el período de inicio de la construcción hasta cuando la instalación fue terminada, la construcción de la "Presa Mihrişah Valide Sultan". Según la información proporcionada por Ahmed Efendi, el objetivo de la construcción de la presa es proporcionar un gran suministro de agua adicional a Büyük Bent (Gran represa de agua ubicada río abajo de la presa Topuz), que está dentro del alcance de Kırkçeşme Waters y se conoce como Tophâne Water.
La presa Vâlide se construyó en el brazo este de Arabacı Mandrai, que es uno de los arroyos más importantes de Estambul en Bahçeköy, que se encuentra dentro de los límites de Sarıyer (Estambul), y el arroyo Acıelma, que es uno de los ríos más importantes de Estambul. Estanbul. Después de que se completó la construcción de la presa Valide, el agua de esta presa se añadió al suministro del agua de la presa Topuzlu con un medio fabricado por la Valide Sultan. La cantidad de agua añadida a la presa de Topuzlu se midió con precisión y se determinó que era de 23 boquillas. Estas 23 boquillas tienen 16 boquillas de agua del Old Bent; sin embargo, se decidió desmantelarlo o detener su uso a otros lugares por falta de agua. Las 7 boquillas restantes se quedaron con 2 boquillas como "derecho a los medios", mientras que las otras 5 boquillas se dejaron al salvador Sultán de Valide Sultan para que las distribuyera desde Beyoğlu Maksemi (Taksim Maksemi).
Entre los años 1792-1803, uno de ellos estuvo en Boyacıköy y el otro en Küçüksu; En 1796, construyó una fuente entre Eminönü y Balıkpazarı para presenciar el espíritu de Çaşnigir Zeynep. Sin embargo, esta fuente más tarde se llamó Fuente Mihrişah Vâlide. Una fuente en el distrito de Kılıçali en Beşiktaş en 1797; Dos fuentes a ambos lados del sebil construidas para su complejo Eyüp en 1796; Una fuente en Üsküdar İhsaniye en 1791 en memoria de su hija Hibetullah Sultan, y una fuente en Fındıklı Mollabayırı en 1797 y una fuente en Yeniköy en 1805 para su otra hija Fatma Sultan. Con la adición de agua de Valide Bendi a las instalaciones de Taksim Waters, la cantidad de agua se ha duplicado y, como resultado, las necesidades de agua de la gente se han satisfecho en gran medida mediante la construcción de fuentes en los barrios de Beyoğlu, Galata y Boğaziçi. .

## Muerte

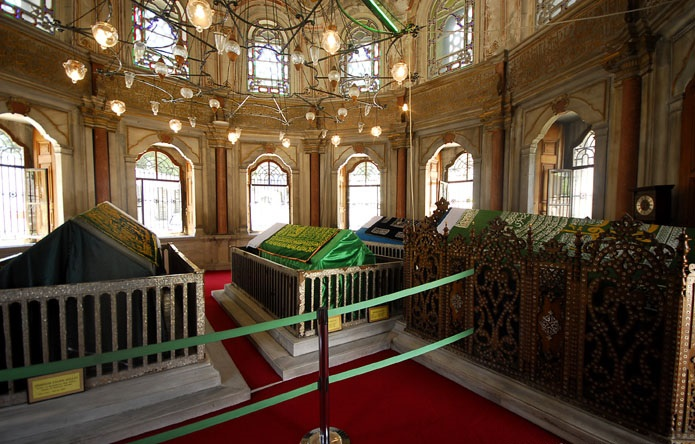
Tumba de Mihrişah Sultan

Mihrişah Sultan falleció el 16 de octubre de 1805 de una enfermedad desconocida para la época y fue enterrada en su mezquita ubicada en Eyüp, Estambul . Su muerte apenó profundamente a su hijo Selim y a muchos en el palacio imperial, quienes lloraron por ella por mucho tiempo.

## Descendencia
Junto con Mustafa, Mihrişah tuvo tres hijos:
- Hibetullah Sultan (17 de marzo de 1759 - 7 de junio de 1762, enterrado en el mausoleo de Mustafa III, Mezquita Laleli, Estambul)[10] , llamada también Heybetullah o Hayyibetullah, comprometido el 2 de junio de 1759 con Mahir Hamza Pasha pero muerto antes del matrimonio;
- Sultán Selim III (Palacio de Topkapı, 24 de diciembre de 1761 - 28 de julio de 1808, enterrado en el mausoleo de Mustafa III), vigésimo octavo sultán del Imperio Otomano .
- Fatma Sultan (9 de enero de 1770 - 26 de mayo de 1772, enterrada en el mausoleo de Mustafa III, mezquita Laleli, Estambul).

## En la cultura popular
- En la película dramática suizo-estadounidense de 1989 The Favourite, Mihrişah es interpretada por la actriz francesa Andréa Parisy .[32]
- En la miniserie turca de 2012 Esir Sultan, Mihrişah es interpretada por la actriz turca Ipek Tenolcay.[33]

## Galería

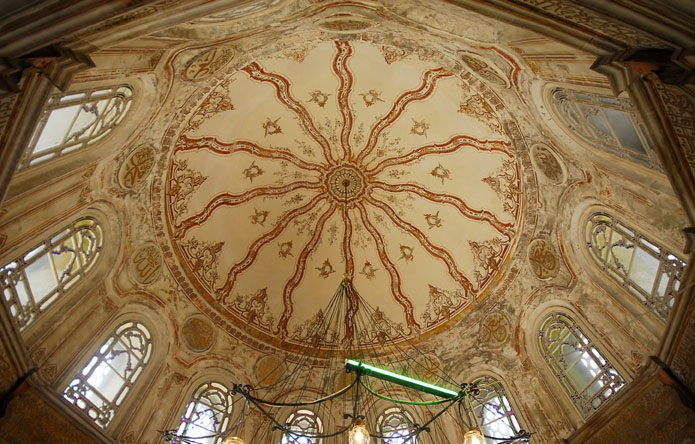
La cúpula del mausoleo de Mihrişah Valide Sultan
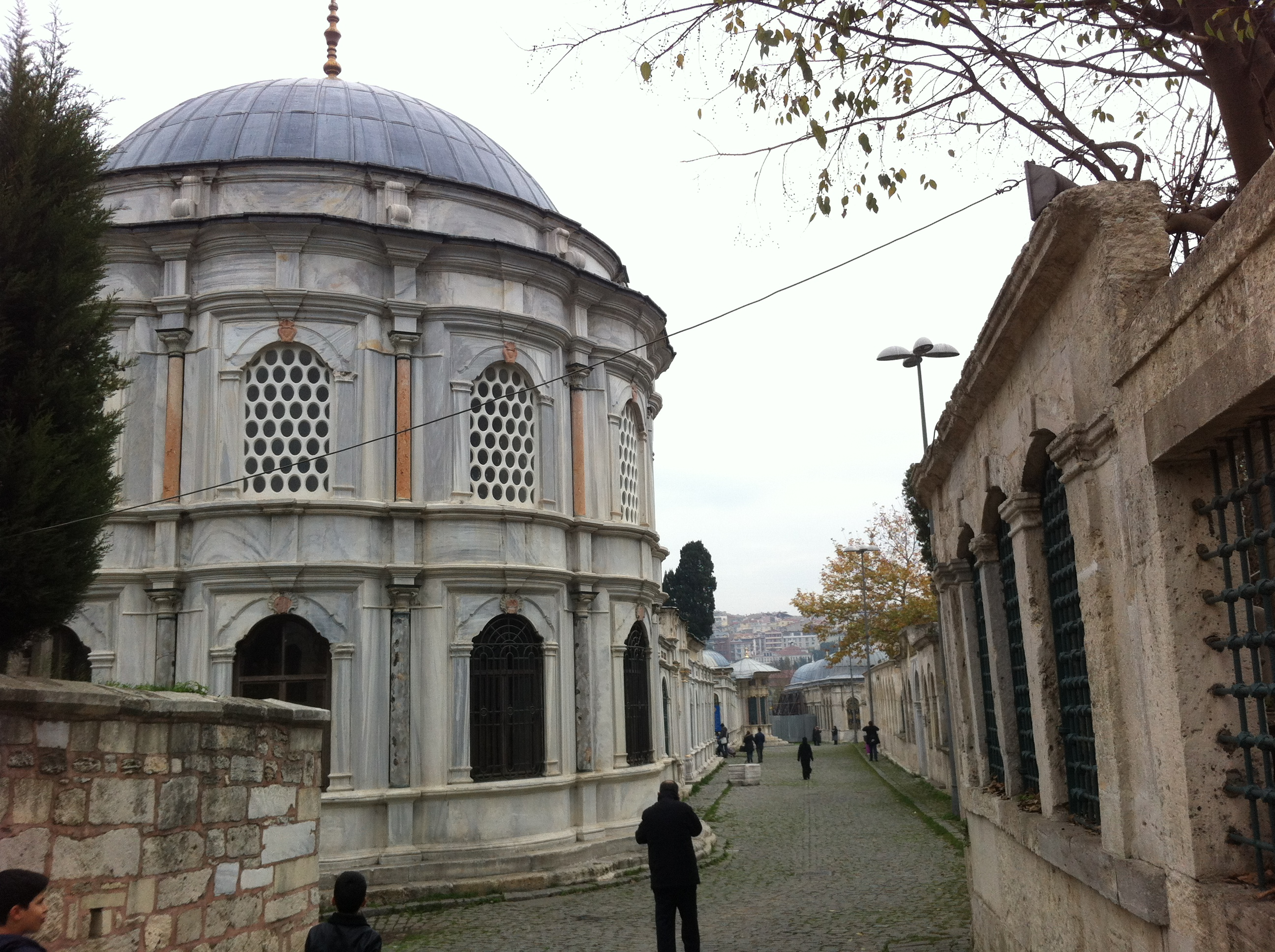
Exterior del mausoleo de Mihrişah Valide Sultan
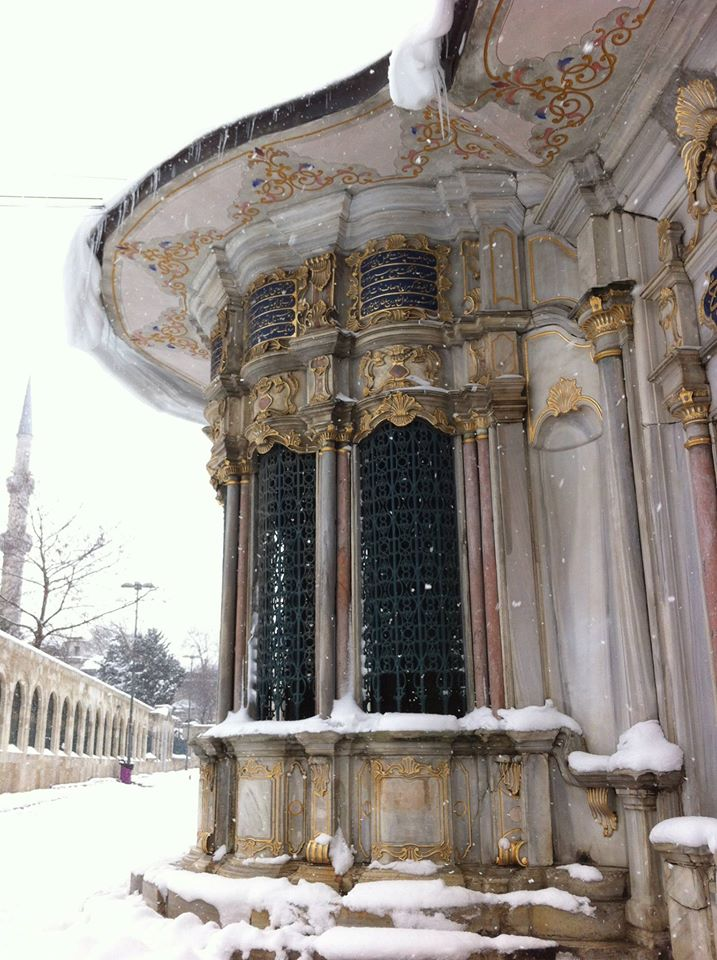
Mausoleo de Mihrişah Valide Sultan Sebili